# Jacobus de la Torre
Jacobus de la Torre (Den Haag, 1608 - Huijbergen, 16 september 1661) was een Nederlands geestelijke en een apostolisch vicaris van de Rooms-Katholieke Kerk.

## Biografie

### Familie
De koopliedenfamilie De la Torre kwam van oorsprong uit Spanje en had zich in de vijftiende eeuw gevestigd in Brugge, waar twee telgen het ambt van consul van het Spaanse Rijk zouden bekleden. Afstammeling Philip de la Torre, heer van Valkenisse en Maurik, verhuisde in het begin van de zeventiende eeuw naar Den Haag. Jacobus werd daar geboren als tweede zoon van deze Philip de la Torre en van Henriette van Cuylenburg(h) (ook: Hendrika van Culemborg), dochter van Zweder van Culemborg (1541-1597), afstammeling uit een bastaardtak van edelman Hubert van Culemborg (1420-1481). Het bezit van de heerlijkheid Valkenisse vererfde op de broer van Jacobus, François de la Torre, gehuwd met Maria van Poelgeest, afstammelinge uit het oude geslacht Van Poelgeest. Jacobus de la Torre was tevens verwant aan het geslacht De Cock van Opijnen.

### Loopbaan
Jacobus de la Torre studeerde in Leuven; zijn priesterwijding vond plaats in 1633. Hierna vestigde hij zich in zijn ouderlijk huis aan het Westeinde in Den Haag, waar hij als seculiere missionaris voor Eikenduinen, Loosduinen en Scheveningen de katholieke zielzorg als verantwoordelijkheid kreeg. De vermogende De la Torre hechtte grote waarde aan zijn adellijke afkomst en leefde in het Haagse als een echte aristocraat.
Dankzij grote steun van nuntius Fabio Chigi, de latere paus Alexander VII, volgde op 24 augustus 1640 zijn benoeming als apostolisch vicaris-coadjutor van de Hollandse Zending. Na aandringen van Philippus Rovenius werd De la Torre op 19 mei 1647 te Munster door Fabio Chigi gewijd als titulair aartsbisschop van Efeze (Archidioecesis Ephesina).
Na de Vrede van Munster in 1648 veronderstelden sommige katholieken in de Lage Landen ten onrechte dat er voortaan vrijheid van godsdienst zou zijn. Zij probeerden een enigszins kerkelijk leven te herstellen, hetgeen niet in goede aarde viel bij de aanhangers van de Gereformeerde Kerk. In 1649 werd Jacobus de la Torre in het Westfriese Zijdewind tijdens het (illegaal) toedienen van het sacrament overvallen door de schout en diens manschappen. De honderden aanwezige katholieke burgers verzetten zich met geweld tegen het ingrijpen van de schout, waarna De la Torre wist te ontkomen. Enkele burgers zouden worden veroordeeld tot hoge geldstraffen, waardoor een aantal van hun tot de bedelstaf verviel. Voor De la Torre luidde de straf verbanning uit de Republiek der Zeven Verenigde Nederlanden, onder verbeurdverklaring van al zijn bezittingen. Hij verbleef voortaan in Brussel, op een verblijf in Rome op 1655/1656 na. De Spaanse ambassadeur in Den Haag, don Esteban de Gamarra y Contreras, tevens De la Torres zwager, lukte het rond 1660 om gedaan te krijgen dat zijn verbanning werd ingetrokken.
Toen Philippus Rovenius op 10 oktober 1651 overleed, gingen er stemmen op dat De la Torre gezien zijn verbanning niet de meest geschikte kandidaat was. Na aandringen vond op 5 Maart 1652 toch de benoeming plaats door de Sacra Congregatio de Propaganda Fide van De la Torre als apostolisch vicaris. Door de oudkatholieke Kerk wordt De la Torre gerekend te behoren tot de (aarts)bisschoppelijke lijn van het (aarts)bisdom Utrecht.
Het episcopaat van De la Torre kenmerkte zich door zijn weifelende en vaak meegaande karakter, dat in plaats van eenheid juist tegenstellingen liet ontstaan welke leidden tot bittere interne conflicten. Ook spanningen omtrent het Jansenisme speelden een rol. Tot ergernis van de seculieren verhoogde hij het aantal staties van de Jezuïeten in zijn Concessiones Ephesinae (1652). In de zogenoemde Concordia van 15 oktober 1624, tussen toenmalig apostolisch vicaris Sasbout Vosmeer en de provinciaal der Jezuïten Floris van Montmorency was vastgelegd, dat dit er maximaal 33 zouden zijn. Voortaan zouden er 93 Jezuïeten mogen zijn en 57 staties. Op 3 Februari 1656 werd Zacharias de Metz (± 1600-1661) benoemd tot titulair bisschop van Tralles in Azië en coadjutor van De la Torre. De Metz was tot die tijd kapelaan van de kapel van de Spaanse ambassade in Den Haag en de katholieke statie in Scheveningen en tevens kanunnik van de Sint Servaasbasiliek in Maastricht. In 1657 werd Jacobus de la Torre tevens benoemd tot apostolisch vicaris van 's-Hertogenbosch. Na zijn terugkeer in Brussel datzelfde jaar, vertoonde hij verschijnselen van dementie en in 1660 werd hij opgenomen in het Wilhelmietenklooster te Huijbergen. Coadjutor De Metz overleed op 13 juli 1661 na een kort ziekbed, zodat moest worden omgezien naar een andere opvolger voor De la Torre. De seculiere clerus van de Hollandse Zending ijverde zich voor de benoeming van Johannes van Neercassel als opvolger van De Metz. Nog vóór diens benoeming als coadjutor plaatsvond overleed Jacobus de la Torre. Hoewel de clerus met hun voordracht had beoogd dat Van Neercassel opvolger van De la Torre zou zijn na diens dood, viel die eer aan een ander, Boudewijn Catz, de vicaris van het bisdom Haarlem. Catz was echter net als De la Torre niet meer in bezit van zijn volle verstandelijke vermogens en stierf krap een jaar na zijn benoeming, waarna Johannes van Neercassel, die gedurende die tijd praktisch al diens werkzaamheden had verricht, alsnog werd benoemd tot apostolisch vicaris.

## Publicaties
- 1623: Descriptio ordinis hierarchici cleri Hollandiae.
- 1638: Descriptio status in quo anno 1638 erat religio catholica in Hollandia et in conterminis Belgii provinciis. (Samen met Abraham van Brienen (1606-1683) en Nicolaus Heynot)
- 1640-1646: Inscriptiones Germanicae.
- 1653: Brevis deductio status missionis Hollandiae.
- 1654: Elenchus sacerdotum saecularium omnium in unitis Belgii provinciis.
- 1655/56: Synopsis seu brevis narratio vitae Cornelii Jansenii Leerdamensis.
- 1656: Relatio seu descriptio status religionis catholicae in Hollandia.